# O Vendedor de Passados
O Vendedor de Passados é um romance do escritor angolano José Eduardo Agualusa, publicado pela primeira vez em 2004 pela editora Dom Quixote. O livro, dividido em 32 capítulos, constitui uma crítica à situação política e social de Angola num contexto pós-colonial, tendo como protagonista Félix Ventura, um homem que vende passados ilustres, ainda que falsos, a quem os deseja.

## Contextualização da ação
A ação decorre em Luanda durante a Guerra Civil Angolana, um conflito militar que se prolongou desde 1975 até 2002.
Este confronto surgiu após Angola conseguir a sua independência em novembro de 1975, deixando de ser uma colónia de Portugal. Antes disso, na década de 1960, um movimento anticolonial tinha-se manifestado no território angolano, sendo composto por três grandes grupos: MPLA, FNLA e UNITA. Partilhavam o mesmo objetivo, a independência de Angola. Contudo, quando tal sucedeu, dois desses movimentos de libertação (MPLA e UNITA) entraram numa luta pelo poder entre si, surgindo, assim, a Guerra Civil.

## Enredo
O Vendedor de Passados retrata a vida de Félix Ventura, um homem albino, natural de Angola, cuja estranha profissão se baseia na idealização de passados honrosos fictícios. Entre os seus clientes destacam-se empresários, políticos, generais, bem como grande parte da burguesia angolana. Têm todo o reconhecimento social no presente e garantidamente também no futuro, mas necessitam de um passado que lhes forneça prestígio e, portanto, de linhagens ilustres, residindo nesta falsa genealogia a base da crítica social e política que é feita da sociedade de Angola.
Certo dia, um estrangeiro surge à porta de Félix, em Luanda (local onde decorre toda a ação), confessando-lhe que necessita não só de uma genealogia, mas também de uma identidade nova angolana, sem apresentar justificação para tal. Ainda que intrigado, o protagonista atende ao pedido, criando então o indivíduo que passaria a chamar-se José Buchmann, um fotógrafo profissional que se dedica a retratar a destruição da cidade devido aos efeitos da guerra. Contudo, este cliente acaba por desenvolver uma fixação com o passado que lhe foi criado e tenta a todo o custo encontrar respostas para as questões acerca dos seus parentes fictícios, procurando algum fundo de verdade. Essa obsessão leva a que passe grande parte do seu tempo na companhia de Félix, tornando-se visita frequente da sua casa. 
Félix, por sua vez, totalmente dedicado ao ofício, é a representação de um homem rejeitado pela comunidade feminina (devido à sua condição de albino), sendo uma pessoa solitária. Convive apenas com Eulálio, uma osga que vive na sua casa e que é testemunha das suas invenções e o narrador de toda a história.
No entanto, no início da obra conhece alguém que lhe desperta um certo interesse, fascina-o. Trata-se de Ângela Lúcia, uma fotógrafa que emana positividade e que se aproxima do criador de passados, começando a ter por ele algum sentimento amoroso. A ligação entre ambos faz com que convivam constantemente, principalmente em casa de Félix, onde se proporcionam vários encontros entre a jovem e José Buchmann.  
Num determinado momento da obra, Buchmann encontrava-se a fotografar Luanda quando se deparou com um mendigo de barbas brancas, Edmundo Barata dos Reis, um ex-agente de Segurança do Estado. Optou por levá-lo até casa de Félix, onde também se encontrava Ângela Lúcia, e apresentou-o como sendo um amigo seu. Contudo, algum tempo depois, José Buchmann apercebe-se de que, na realidade, Edmundo não era apenas um mendigo, mas sim alguém do seu passado que lhe havia feito muito mal, tendo assassinado a sua mulher e torturado a filha de ambos que na altura ainda era bebé. Movido pela necessidade de vingança, o fotógrafo tenta dar um tiro a Edmundo Barata dos Reis, sendo impedido por Félix, que tenta acalmar a situação, mandando o ex-agente embora. Mas, numa peripécia final, é Ângela Lúcia quem acaba por agarrar a pistola, matando o mendigo, sendo posteriormente revelado que a jovem é, na verdade, a filha de Buchmann que fora torturada em criança, tendo ainda marcas no seu corpo de tais abusos. Félix, numa tentativa de ajuda para com Ângela Lúcia e José Buchmann, acaba por enterrar o corpo de Emundo no seu quintal, não sendo nunca mais mencionada essa situação entre os três.
A obra termina com José Buchmann e Félix Ventura a conversar sobre Ângela Lúcia algum tempo depois da morte do mendigo, encontrando-se a jovem a viajar pelo mundo, fugindo de todo o mal que acontecera, mandando-lhes fotografias para os relembrar de que, apesar disso, nunca os esquecera.  

## Personagens

#### Félix Ventura
Félix Ventura é um homem albino, residente em Luanda, que ganha a vida a criar passados nobres a quem os deseja. Abandonado pelos progenitores em bebé devido à sua condição, foi encontrado por um alfarrabista que o criou. Sendo dominado pela solidão a nível pessoal, acaba por se refugiar totalmente no seu trabalho. Contudo, conhece uma mulher que o fascina, Ângela Lúcia, por quem eventualmente se apaixona.

#### Eulálio
Eulálio é o nome da osga que habita a casa de Félix Ventura. Em tempos, a lagartixa teria sido um ser humano, reconhecendo-se ainda em si algumas características da sua forma anterior, nomeadamente o riso, que permite que a sua presença seja frequentemente notada. Toda a história é narrada por si, surgindo dois planos narrativos que correspondem à sua visão enquanto animal e à que possuía enquanto homem.

#### José Buchmann
Anteriormente conhecido como Pedro Gouveia, José Buchmann é um homem estrangeiro que recorre a Félix Ventura para que este lhe idealize um passado, bem como uma nova identidade pela qual está desesperado (nascendo assim José Buchmann). Adotando esta nova vida, assume-se como um fotógrafo profissional, natural de Chibia, que reside de momento em Luanda. É através de Félix que Buchmann irá reencontrar a sua filha, Ângela Lúcia, bem como o homem responsável pelo assassinato da sua mulher, Edmundo Barata dos Reis.

#### Ângela Lúcia
Ângela Lúcia é uma mulher que Félix Ventura conhece e pela qual fica enamorado, sendo correspondido. É caracterizada pela esperança que tenta transmitir a todos os que a rodeiam, algo que se reflete no seu trabalho enquanto fotógrafa, visto que tenta apenas captar locais e momentos que reflitam positividade, mantendo-se afastada da atmosfera caótica que domina Luanda após os efeitos trágicos da guerra. É filha de José Buchmann, algo que apenas descobre quando se vê reunida com este e com Edmundo Barata dos Reis, assassino de sua mãe, em casa de Félix.

#### Edmundo Barata dos Reis
Edmundo Barata dos Reis é um mendigo que é fotografado por José Buchmann na cidade, quando este tentava retratar a desgraça que se fazia sentir em Luanda. Ex-agente de Segurança do Estado, acabou por perder tudo o que tinha, ficando na miséria. É o responsável pelo assassinato da mulher de José Buchmann e pela tortura à filha do mesmo, Ângela Lúcia.

## Contexto histórico
Ao longo da obra, é possível entender que Angola está inserida num cenário de caos e de ruína física e psicológica causado pela guerra civil. Luanda surge como uma cidade que se está a reerguer e refazer dos escombros do conflito de libertação nacional e civil. Tal ambiente de violência extrema culminou no sofrimento e na morte de milhares de angolanos (entre eles a mulher de José Buchmann), residindo nesta realidade a crítica política ao regime em vigor que permitiu e promoveu tais brutalidades. Demonstrando o desejo de esquecer as atrocidades cometidas, o povo acaba por apelar a uma nova identidade coletiva menos cruel que se aproximasse da “essência africana, como se não tivesse sido silenciada pelo colonizador ou negativamente afetada pelos horrores da guerra.” (Stacul, 2010: 270). Assim, “a trilha narrativa agualusiana talha uma Angola da pós-guerra civil que busca exorcizar os fantasmas de uma memória traumática, por forma a reformular seu espaço identitário, dentro desse quadro de crises” (Seneta, 2013: 75).

## A obra
A necessidade de uma nova identidade manifesta-se desde o início do livro, sendo que o trabalho de Félix Ventura auxilia exatamente aqueles que procuram uma genealogia diferente da que possuíam na realidade, ansiando por ancestrais fictícios que possam ser associados ao presente ilustre que vivem. Esta vontade e urgência de colmatar as falhas do passado resulta numa crítica social onde são condenados os pertencentes à alta burguesia por desejarem aparentar ter vindo de uma família nobre à qual não pertencem verdadeiramente.
No entanto, no caso de José Buchamnn, o seu pedido a Félix foi feito com o propósito de tentar ultrapassar acontecimentos que o atormentavam. Buchamnn sentiu-se na necessidade de começar a incorporar a nova identidade que lhe foi idealizada, transformando-se, ao longo do tempo, nessa nova pessoa. Assim, apagou da sua memória as recordações do sofrimento que viveu quando assassinaram a sua mulher e maltrataram a sua filha, adaptando-se à sua nova realidade.
Devido a esta sua incorporação da nova identidade, o narrador, ao relembrar José Buchmann, chega a afirmar que: 
 Olhando para o passado, contemplando-o daqui, como contemplaria uma larga tela colocada à minha frente, vejo que José Buchamnn não é José Buchmann, e sim um estrangeiro a imitar José Buchamnn. Porém, se fechar os olhos para o passado, se o vir agora, como se nunca o tivesse visto antes, não há como não acreditar nele - aquele homem foi José Buchmann a vida inteira. (Agualusa, 2004: 81-82)

## Tópico: figura feminina
Ângela Lúcia é vista como alguém que tem dor de alma, resultante da tortura da qual foi vítima quando nasceu (Edmundo Barata dos Reis queimou-a com cigarros, tendo, de seguida, assassinado a sua mãe). A amada de Félix nasceu num período em que muitos angolanos foram atacados e mortos pela polícia política, dado que “ela nascera em setenta e sete, era um fruto dos anos difíceis” (Agualusa, 2004: 149). Desta forma, o corpo da mulher em O Vendedor de Passados funciona como o local de inscrição de uma história de atrocidades da responsabilidade do sistema político do pós-guerra de descolonização de Angola, época em que as mulheres eram vistas como mais vulneráveis aos abusos mencionados, uma vez que os homens serviam, na sua maioria, o sistema referido.
No entanto, Ângela Lúcia é, simultaneamente, a única personagem que traz consigo uma mensagem de esperança num universo que estaria, à partida, condenado à ruína e ao sofrimento. Essa sua forma de estar gera a possibilidade de superação do passado, algo percetível nas atitudes da própria, nomeadamente na sua visão positiva de tudo o que fotografa e na sua contínua vontade de não reviver assuntos que carregavam conotações negativas, como se verifica quando José Buchmann lhe conta acerca dos países em guerra que já tinha fotografado, tendo a jovem respondido de imediato “Basta! Não quero que as suas memórias deixem esta casa suja de sangue.” (Agualusa, 2004: 100).

## Adaptações
O Vendedor de Passados inspirou um filme com o mesmo nome, produzido no Brasil. Lançado em 2015, foi dirigido por Lula Buarque e protagonizado por Alinne Moraes e Lázaro Ramos.

## Prémios
A versão traduzida para inglês de O Vendedor de Passados (The Book of Chameleons) foi distinguida com o Prémio Independent – Ficção Estrangeira, em 2007.